# 昭和音楽大学短期大学部
昭和音楽大学短期大学部（しょうわおんがくだいがくたんきだいがくぶ、英語: Showa University of Music Junior College）は、神奈川県川崎市麻生区上麻生1-11-1に本部を置く日本の私立大学。1930年創立、1969年大学設置。

## 概観

### 大学全体
- 神奈川県川崎市に所在する日本の私立短期大学で、設置主体は学校法人東成学園[1]。
- 1969年に昭和音楽短期大学として開学[2]。元々は独立の短大だったが、昭和音楽大学開学後は大学内の一組織（短期大学部）として存続、運営されている。開学以来１学科体制[注 1]

### 建学の精神（校訓・理念・学是）
- 昭和音楽大学短期大学部の教育方針は「個性の尊重」・「才能の開発」・「信頼と調和」となっている[3]。

### 教育および研究
- 昭和音楽大学短期大学部は音楽科のみの学科構成となっているが、ピアノ、電子オルガン、弦・管・打楽器、ウィンドシンフォニー、声楽、音楽教養、合唱指導者、デジタルミュージック、ポピュラー音楽、ジャズ、バレエ、音楽と社会の各コースがある。

### 学風および特色
- 昭和音楽大学短期大学部は大学に併設されている関係上、両者同士の結びつきは強い。
- 修業年限は昼間部2年制であるが、長期履修制度を履修すれば最大4年在籍できる。

## 沿革
- 1930年
  - 4月 下八川圭祐声楽研究所が創立する[4]。
- 1940年
  - 1月 東京声専音楽学校の設置が認可される。
  - 4月 東京声専音楽学校が開設
- 1958年
  - 2月 東京声専音楽学校認可
- 1969年 
  - 2月8日 左記を以て文部省[注 2]より短期大学の設置が認可される[注 3]。
  - 4月1日 昭和音楽短期大学が以下の学科体制にて開学[注 4]。
    - 音楽科 入学定員100名
- 1970年 
  - 5月1日 学生数[9]/定員
    - 音楽科 207[注 5]/200
- 1971年 
  - 1月11日 専攻科の設置が認められ、以下の課程を設ける[10][11]。
    - 音楽専攻
      - 器楽課程 入学定員10名
      - 声楽課程 入学定員10名
- 1976年  
  - 4月1日 音楽科の入学定員を100→200に増員し、かつ以下の専攻課程に分離される[注 6]。
    - 器楽専攻 入学定員130名
    - 声楽専攻を設置 入学定員70名

  - 5月1日 学生数[15]/定員
    - 音楽科 591[注 7]/300
- 1977年 
  - 5月1日 学生数[16]/定員
    - 音楽科 611[注 8]/400
- 1984年 
  - 4月1日 昭和音楽大学短期大学部に改称[注 9]。
- 1985年 
  - 5月1日 学生数[19]/定員
    - 音楽科 533[注 10]/400
- 1986年 
  - 4月1日 音楽科器楽専攻の入学定員を130→210に増員[注 11]。
  - 5月1日 学生数[25]/定員
    - 音楽科 510[注 12]/480
- 1987年 
  - 5月1日 学生数[26]/定員
    - 音楽科 528[注 13]/560
- 1992年 
  - 5月1日 学生数[注 14]/定員
    - 音楽科 722[注 15]/560
- 1993年 
  - 4月1日 専攻科が学位授与機構に認定される[29]。
- 1995年
  - 4月1日 音楽科声楽専攻の入学定員を70→55に減員[30]。
  - 5月1日 学生数[31]/定員
    - 音楽科 698[注 16]/545
- 1996年
  - 5月1日 学生数[32]/定員
    - 音楽科 688[注 17]/530
- 1999年
  - 4月1日 音楽科の入学定員を265→245に減員[注 18]。
  - 5月1日 学生数[36]/定員
    - 音楽科 468[注 19]/510
- 2004年 
  - 1月 平成16年度大学入試センター試験参加短期大学の1校となる[注 20]。
  - 4月1日 音楽科の入学定員を245→190に減員[注 21]。
- 2007年
  - 4月1日 音楽科の入学定員を190→140に減員[注 22]。
- 2012年〜2021年度において、音楽科の入学定員を140→100に減員。
- 2014年 
  - 1月 平成26年度大学入試センター試験参加短期大学の1校となる[44]。
- 2015年 
  - 1月 平成27年度大学入試センター試験参加短期大学の1校となる[45]。
- 2016年 
  - 1月 平成28年度大学入試センター試験参加短期大学の1校となる[46]。

## 基礎データ

### 所在地
- 南キャンパス（神奈川県川崎市麻生区上麻生1-11-1）
- 北キャンパス（神奈川県川崎市麻生区万福寺1-16-6）

### 交通アクセス
- 小田急電鉄小田原線・江ノ島線・多摩線新百合ヶ丘駅下車。

### 象徴
- 昭和音楽大学短期大学部のカレッジマークは大学と同じものを使用している[注 23]

## 教育および研究

### 組織

#### 学科
- 音楽科 入学定員100名[1]
  - ピアノコース
  - 電子オルガンコース
  - 弦・管・打楽器コース
  - ウィンドシンフォニーコース
  - 声楽コース
  - 音楽教養コース
  - 合唱指導者コース
  - デジタルミュージック
  - ポピュラー音楽コース
  - ジャズコース
  - バレエコース
  - 音楽と社会コース

### 旧・専攻課程
- 器楽専攻 入学定員190名[注釈 1]
- 声楽専攻 入学定員55名[注釈 1]

#### 専攻科
- なし。但し、過去には以下の課程が存在した。
- 音楽専攻 入学定員20名[48]
  - 舞台スタッフコース
  - ミュージカルコース
  - ディプロマコース

#### 別科
- 研究生(修業年限1年/実技中心)

##### 取得資格について
- 中学校教諭二種免許状（音楽）や社会教育主事補資格が取得できるようになっている。

#### 附属機関
- 附属図書館

### 研究
- 『研究紀要』[49]

## 学生生活

### 部活動・クラブ活動・サークル活動
- 昭和音楽大学短期大学部のクラブ活動：大学と合同で活動している。音楽系のクラブが最も多い。

### 学園祭
- 昭和音楽大学短期大学部の学園祭は「昭和祭」と呼ばれ例年、11月に大学と合同で行われている。

## 大学関係者と組織

### 大学関係者組織
- 昭和音楽大学短期大学部には、大学と同じように「同伶会」と称した同窓会組織がある。これには、旧来の昭和音楽短期大学も含んでいる。

### 大学関係者一覧

#### 大学関係者
- 下八川圭祐：初代学長
- 奥田良三
- 五十嵐喜芳

#### 出身者
- 中島啓江 - オペラ歌手、タレント、声楽専攻卒
- 森公美子 - オペラ歌手、タレント、声楽専攻卒
- 高橋ミチ - テディベアアーティスト（フェアリーチャックル ：Fairy Chuckle®）、芸術家、アートプロデューサー、アートディレクター、ソフトスカルプター©、慈善活動家、84'ピアノ一類専攻卒
- Saku - シンガーソングライター、ラジオパーソナリティ
- 西平せれな - シンガーソングライター、パーカッショニスト、フルーティスト
- 吉岡聖恵 - ミュージシャン（いきものがかり）、声楽専攻ミュージカルコース(現 音楽学部音楽芸術運営学科ミュージカルコース)卒
- OKAPY - ベーシスト、歌手
- チェケラッチョ（こういち） - ドラマー、俳優、ポピュラー音楽コース卒

## 施設
- 大学と共同でキャンパスを使用している。

### 寮
- 学寮は大学と共用で小田急生田駅南口徒歩10分の場所に在る。大学、短大共に1〜2年次に在籍する女子学生にのみ利用が認められている。

## 対外関係

### 他大学との協定
- ブレーメン芸術音楽大学[要出典]：ドイツ

### 系列校
- 昭和音楽大学

## 卒業後の進路について

### 編入学・進学実績
- 系列の昭和音楽大学のほか聖徳大学・武蔵野音楽大学・フェリス女学院大学などがある。